# دیوان عالی ایالات متحده آمریکا

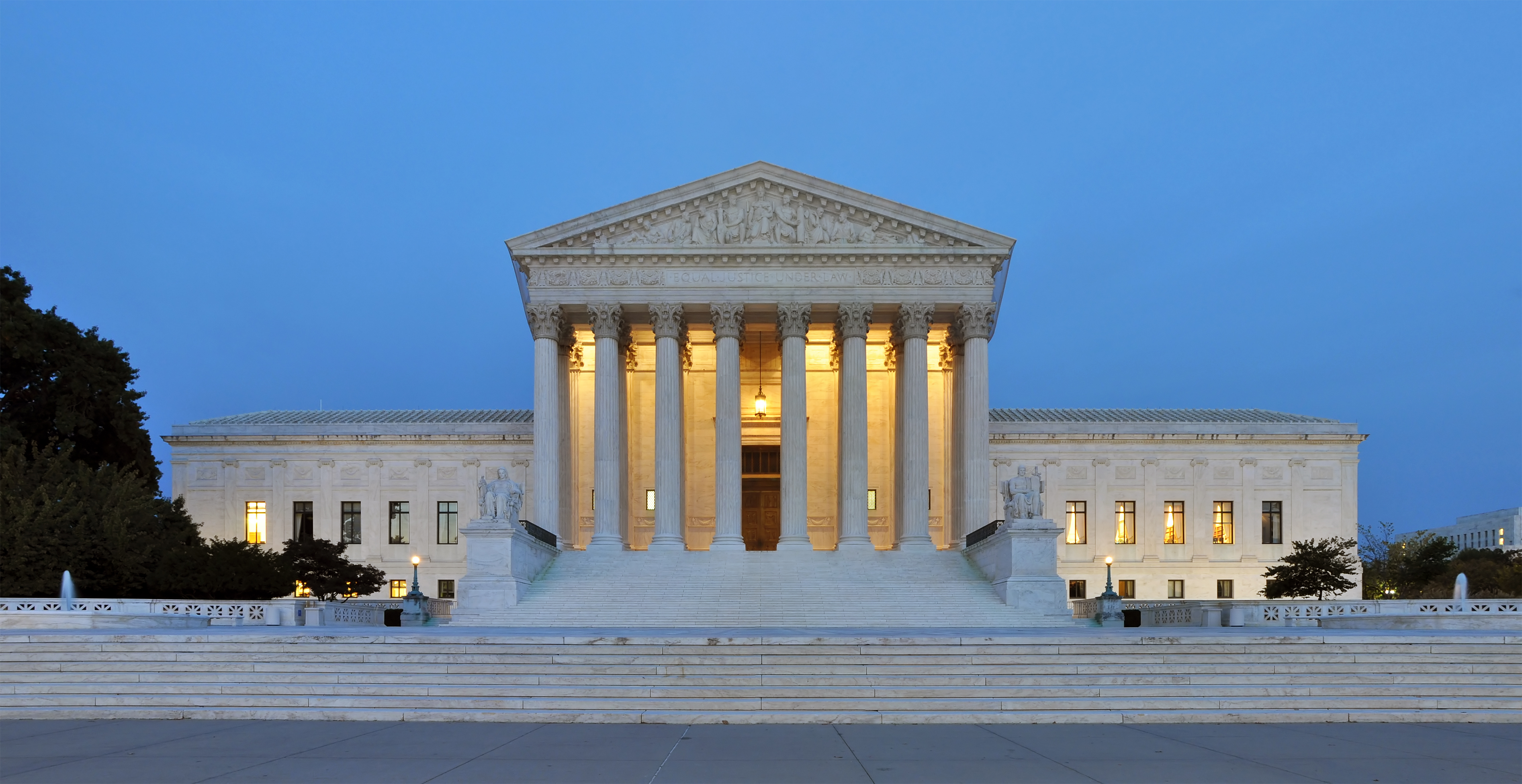
ساختمان دیوان عالی

دیوان عالی ایالات متحده آمریکا (به انگلیسی: Supreme Court of the United States) بالاترین جایگاه را در هرم قضایی آمریکا را به خود اختصاص داده و به «دادگاه نهایی» معروف است. این دیوان  آخرین دادگاهی است که طرفین می‌توانند تجدیدنظر از حکم را از آن درخواست کنند. دیوان از ۹ قاضی تشکیل شده و مانند قضات فدرال، توسط رئیس جمهور منصوب می‌شوند و تأیید مجلس سنا را هم نیاز دارند. قضات دیوان عالی (در هر دو سطح فدرال و ایالتی) را قضات دیوان (justices) و قضات دادگاه سطح پایین‌تر به قضات عادی (judge) موسوم هستند.
دیوان عالی آمریکا (همه) احکام را به صورت اتوماتیک‌وار مورد بازبینی قرار نمی‌دهد و اختیار گسترده‌ای برای پذیرش یا رد دادخواست‌های استینافی دارد. دعاوی محدودی هستند که بدواً باید در دیوان مطرح شوند (بدون اینکه قبلاً در محکمه دیگر مطرح شده باشند) چرا که دیوان عالی محکمه‌ای استینافی است. اگر یک طرف بخواهد، دیوان نسبت به موضوعی رسیدگی کند باید درخواست رسیدگی در دادگاه عالی را در دادگاه ثبت کند که این درخواست رسمی برای رسیدگی به موضوع در دیوان محسوب می‌شود. دیوان ملزم نیست همه دادخواست‌ها را قبول کند و در واقع تعداد کمی از پرونده‌ها برای بررسی در دیوان پذیرفته می‌شوند. دست کم چهار قاضی از قضات دیوان باید قبول کنند که موضوع فدرالی مهم وجود دارد  تا درخواست رسیدگی (استینافی) پذیرفته شود.
به علاوه، دیوان عالی آمریکا مرجع تفسیر قانون اساسی ایالات متحده آمریکا است.

## وظایف دیوان عالی
بر اساس قانون اساسی ایالات متحدهٔ آمریکا، در سیستم حقوقی ایالات متحدهٔ آمریکا رسیدگی به در خواست‌های تجدیدنظر چه از دادگاه‌های ایالتی و چه از دادگاه‌های فدرال در دیوان عالی مطرح می‌شود و احکام آن قطعی و لازم‌الاتباع است. این دیوان در حقیقت مرحلهٔ پایانی رسیدگی‌های قضایی و نقطه مشترک دو سازمان قضایی ایالتی و فدرال محسوب می‌شود. به همین دلیل احکام آن از اهمیت ویژه‌ای برخوردار است و در نظام کامن لای آمریکا وحدت رویه را در آئین دادرسی ایجاد می‌کند. این وحدت رویه اختلاف نظر میان نظام‌های حقوق عرفی ایالت‌ها را کاهش می‌دهد و سبب می‌شود نوعی وحدت درونی میان نظام حقوقی ایالات متحده ایجاد شود.
دیوان عالی همچنین مرجع رسیدگی شکایات ایالات علیه یکدیگراست. بنیانگذاران آمریکا این نهاد را برای حل و فصل اختلافات میان اعضاء فدراسیون به وجود آورند.
سومین وظیفه دیوان عالی نظارت بر مصوبات کنگره ایالات متحده آمریکا و مجالس قانونگذاری ایالت‌هاست. اگر این مصوبات مغایر با اصول قانون اساسی آمریکا شناخته شوند، از سوی دیوان عالی از درجه اعتبار ساقط می‌شوند. به عبارت دیگر این دیوان، نقش دادگاه قانون اساسی را ایفا می‌کند تا از نقض قانون اساسی به عنوان «منشور ملت» توسط مقامات فدرال یا مقامات ایالتی جلوگیری به عمل آورد. این وظیفه بیش از دو وظیفه پیشین، سیاسی تلقی می‌شود و تأثیر چشمگیری بر تحولات سیاسی و اجتماعی ایالات متحده برجای می‌گذارد.

## اعضای دیوان عالی

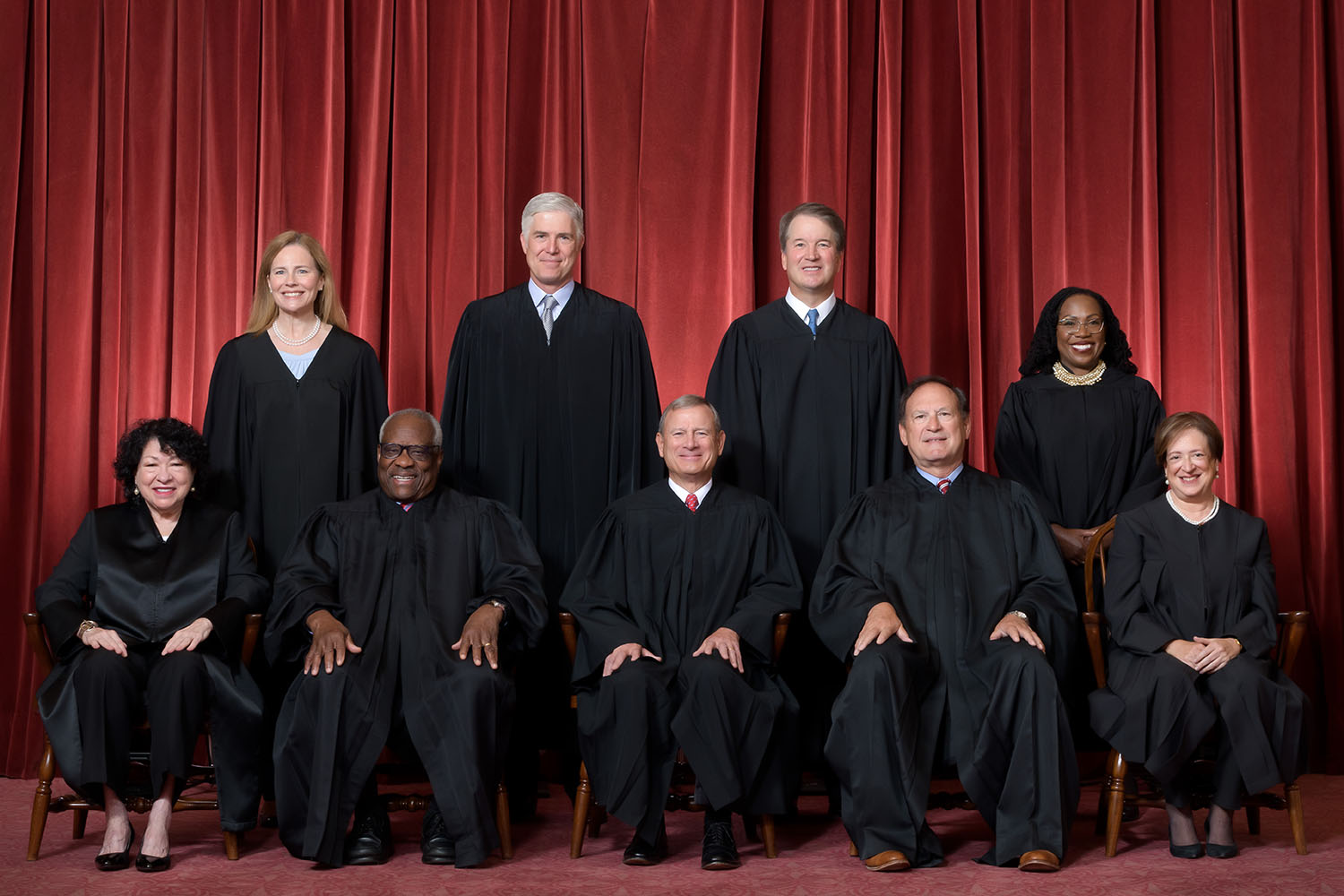
قضات دیوان عالی آمریکا.

قضات دیوان عالی آمریکا، پس از انتخاب از سوی رئیس‌جمهوری وقت و دریافت رأی اعتماد از سوی سنای ایالات متحدهٔ آمریکا، در صورت عدم بازنشستگی خودخواسته، به‌طور مادام‌العمر در این سمت خدمت می‌کنند. به همین علت، ترکیب قضات دیوان عالی از نظر سیاسی و عقیدتی از اهمیت زیادی در تعیین روند اجتماعی ایالات متحدهٔ آمریکا برخوردار است.
دیوان عالی ایالات متحدهٔ آمریکا از ۹ عضو تشکیل شده‌است که ارشدترین قاضی تحت عنوان قاضی ارشد ریاست این نهاد مهم را بر عهده می‌گیرد. (انتخاب قضات در ایالات متحده آمریکا) ۸ قاضی دیگر سمت دستیاری دارند، اما از حق برابر با قاضی ارشد، برخوردار هستند. پرونده‌ها در دیوان عالی با حضور ۹ عضو مورد رسیدگی قرار می‌گیرد و حداقل ۵ رأی برای تصویب یا رد تصمیمات دیوان لازم است. در دیوان عالی همواره پیش از ورود به ماهیت پرونده‌ها، رای‌گیری در این خصوص که آیا دیوان باید آن موضوع را رسیدگی نماید یا خیر انجام می‌گیرد و در صورتی که رأی کافی کسب نشود، پرونده مورد بحث از دستور کار دیوان عالی خارج می‌شود.

### قضات کنونی

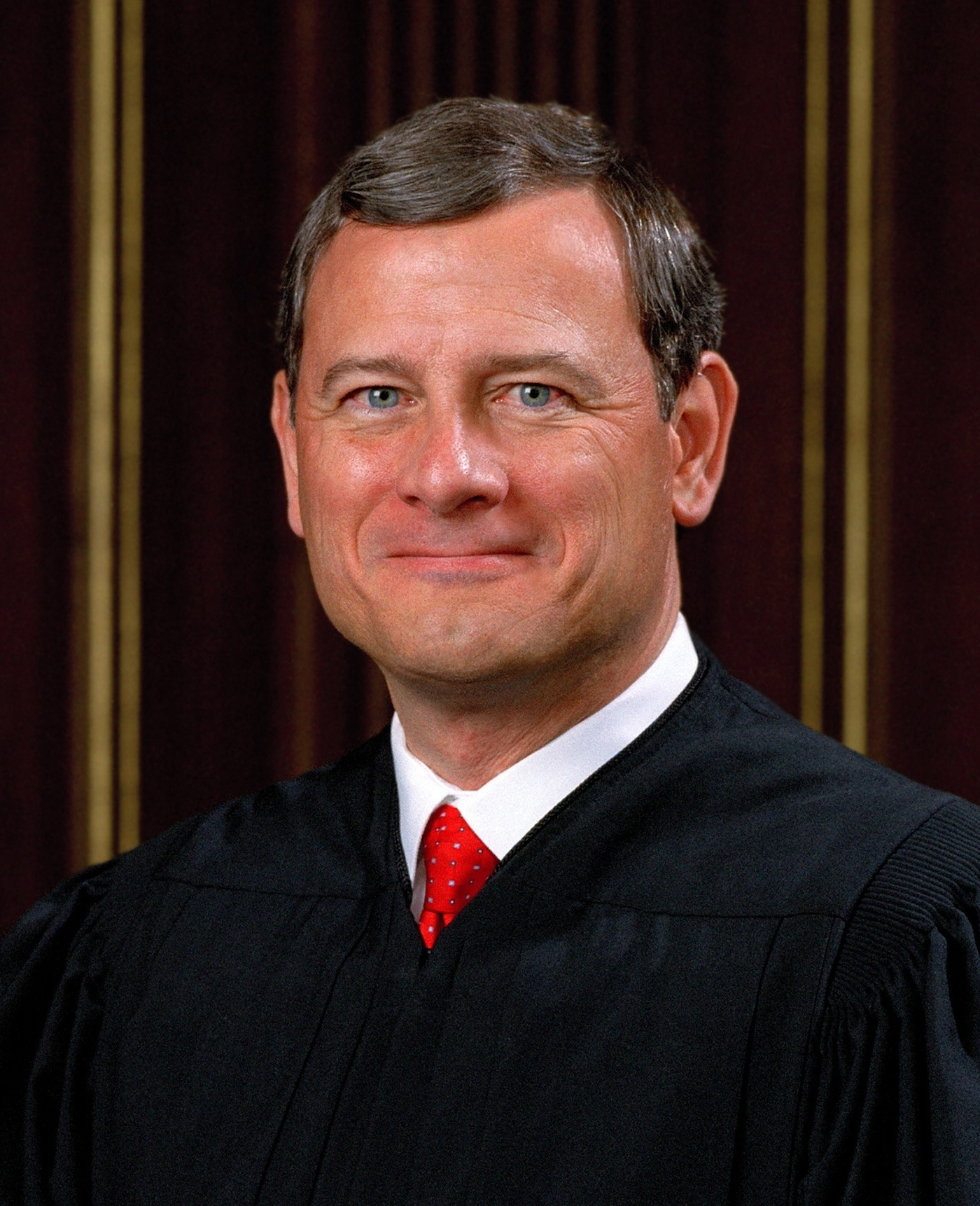
جان رابرتس (قاضی ارشد)
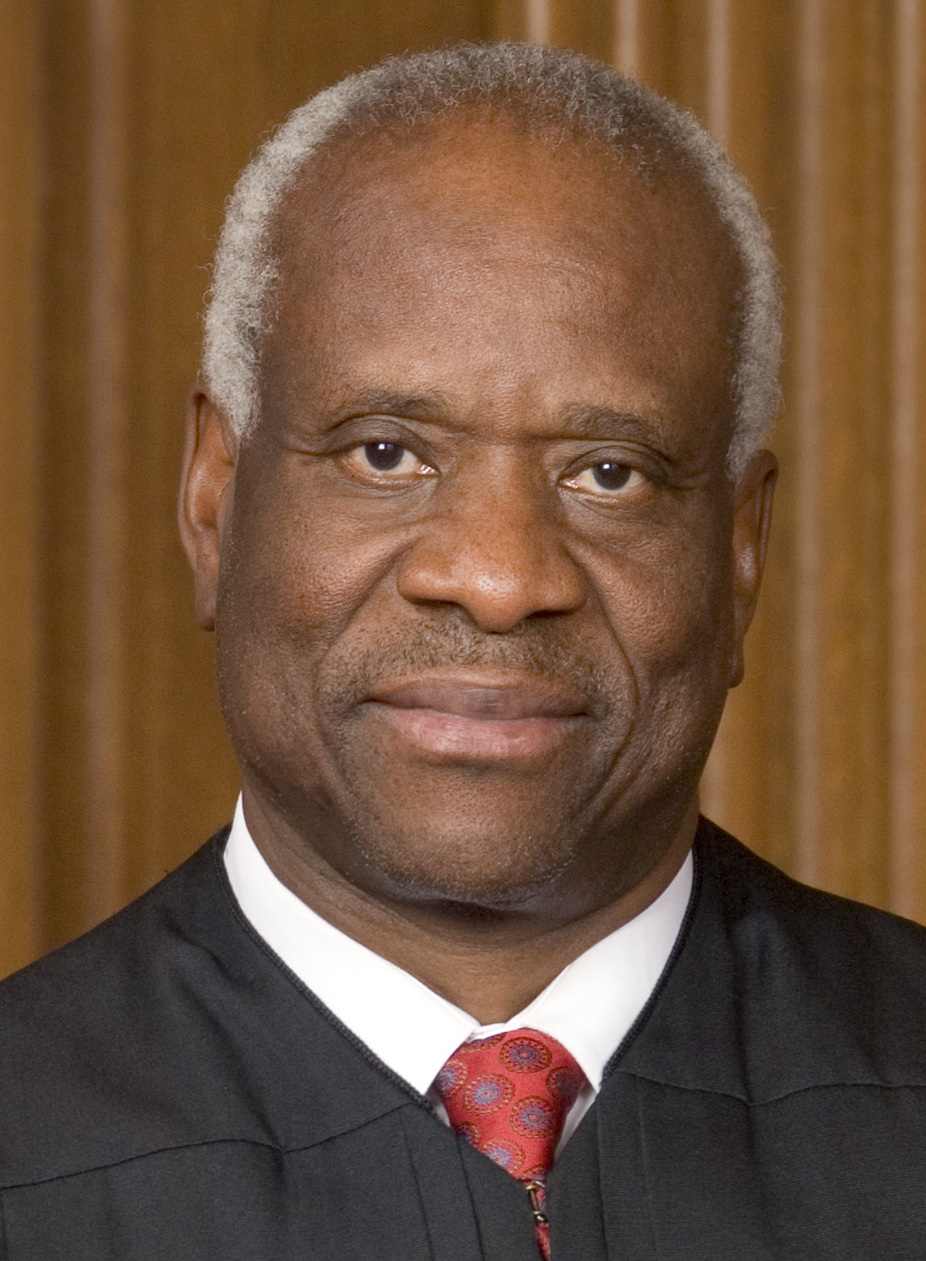
کلارنس توماس
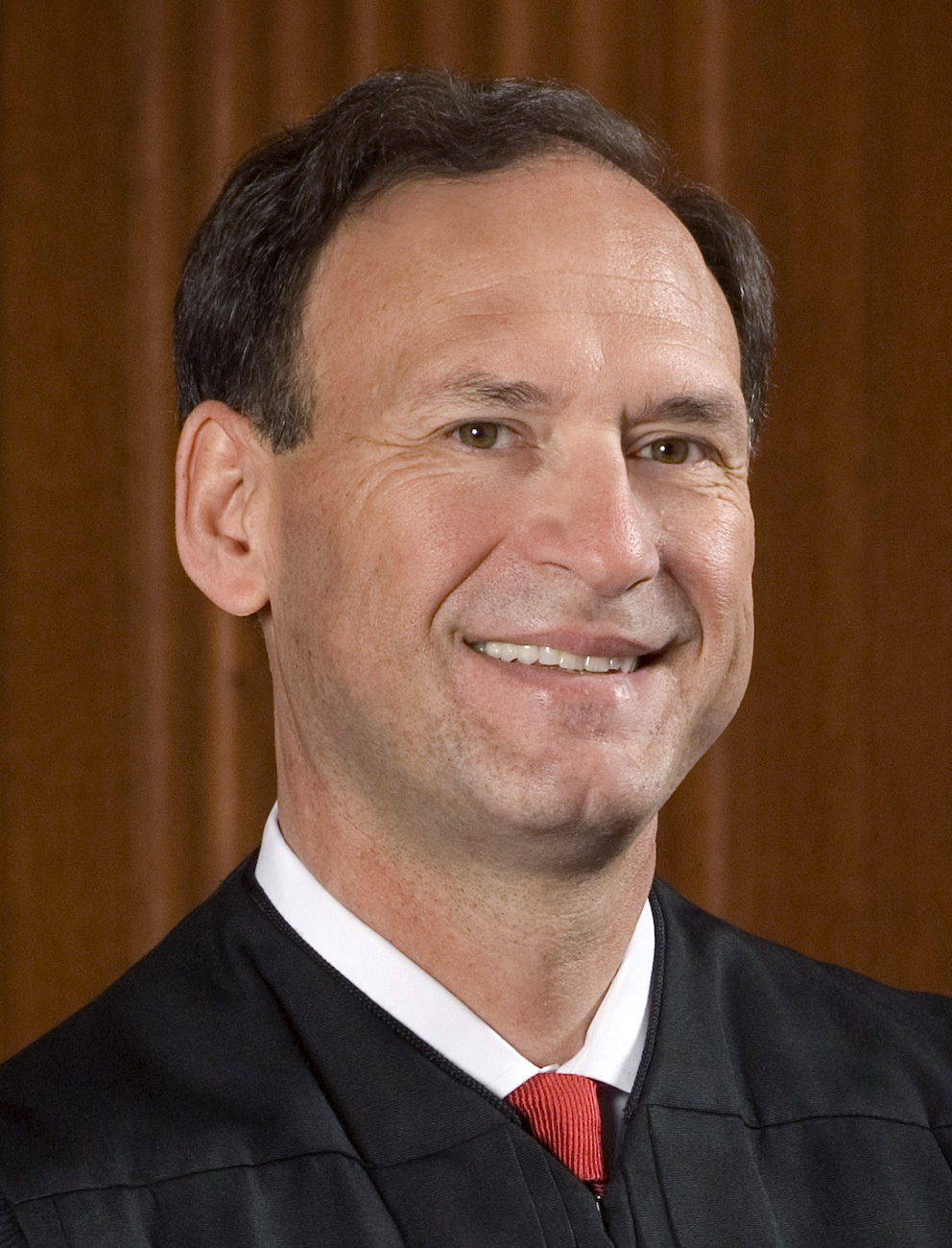
ساموئل آلیتو
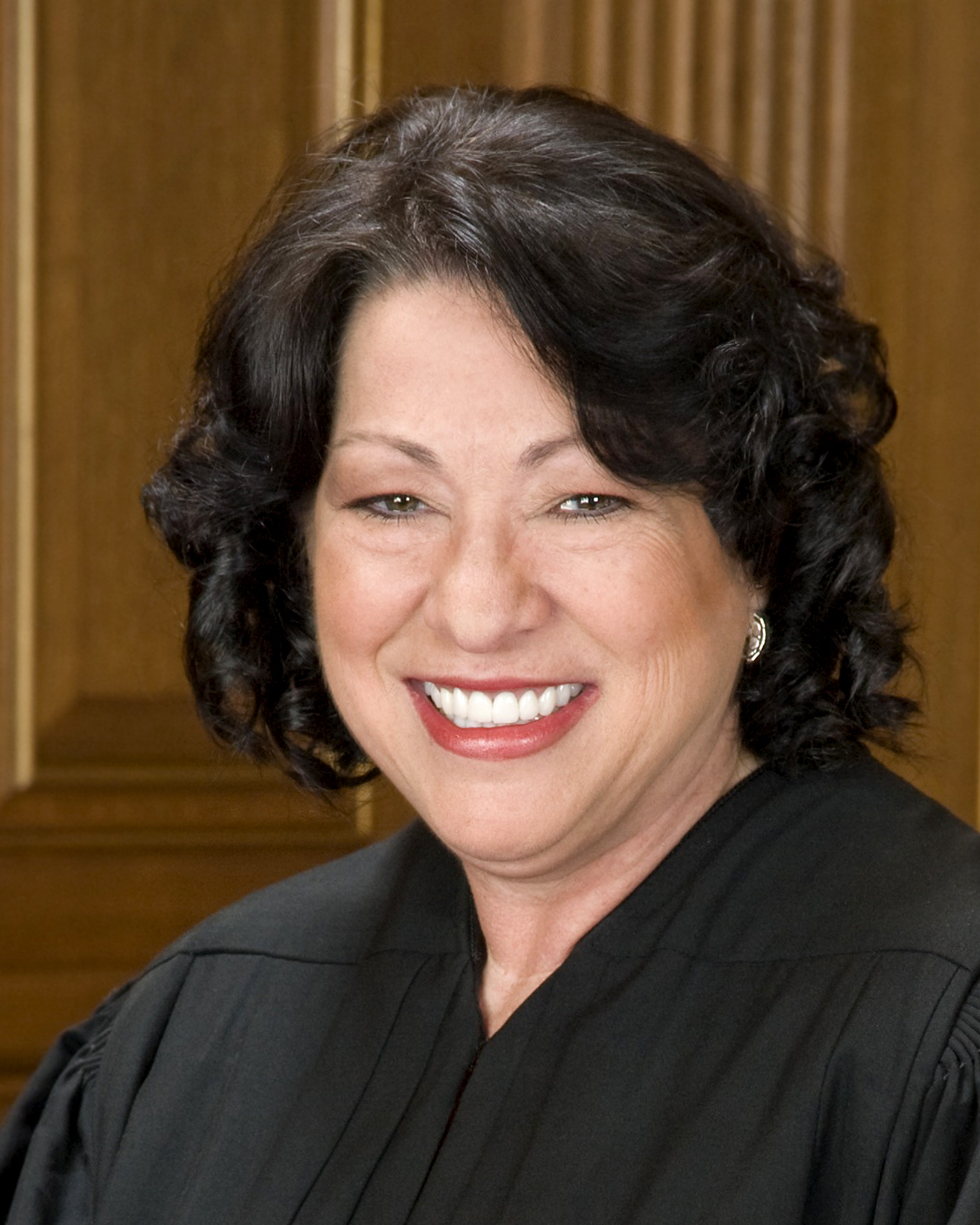
سونیا سوتومایور
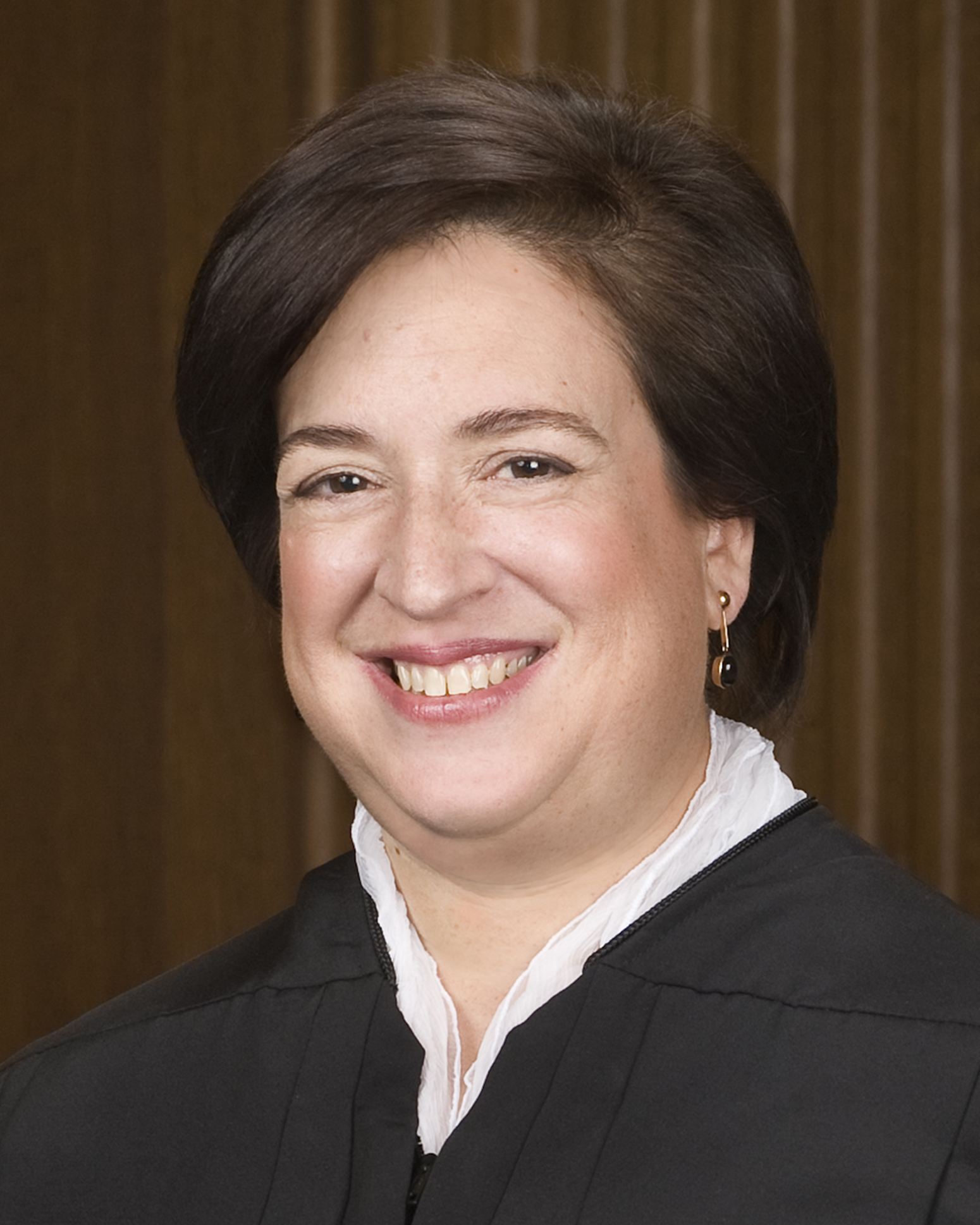
الینا کیگن
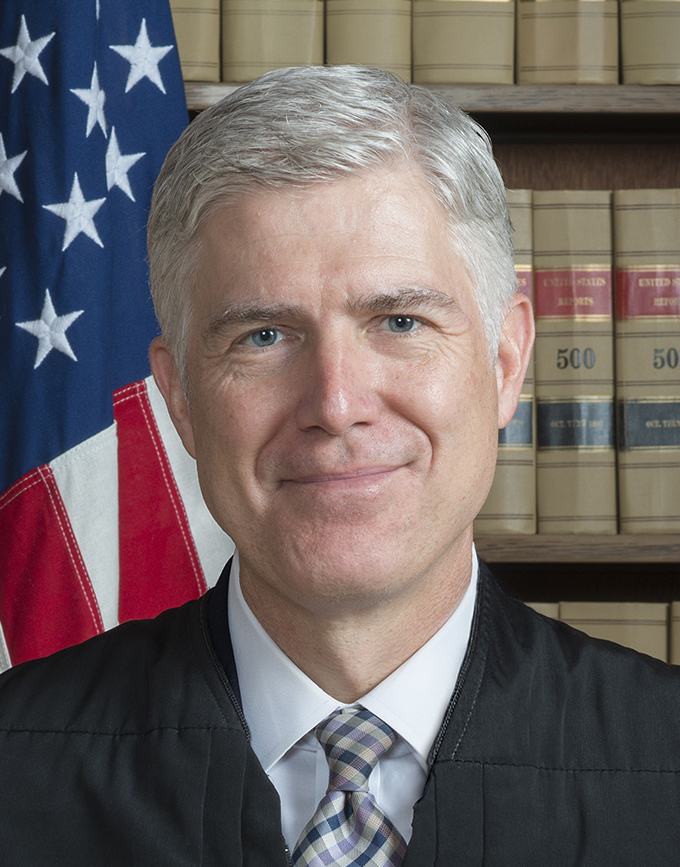
نیل گرساچ
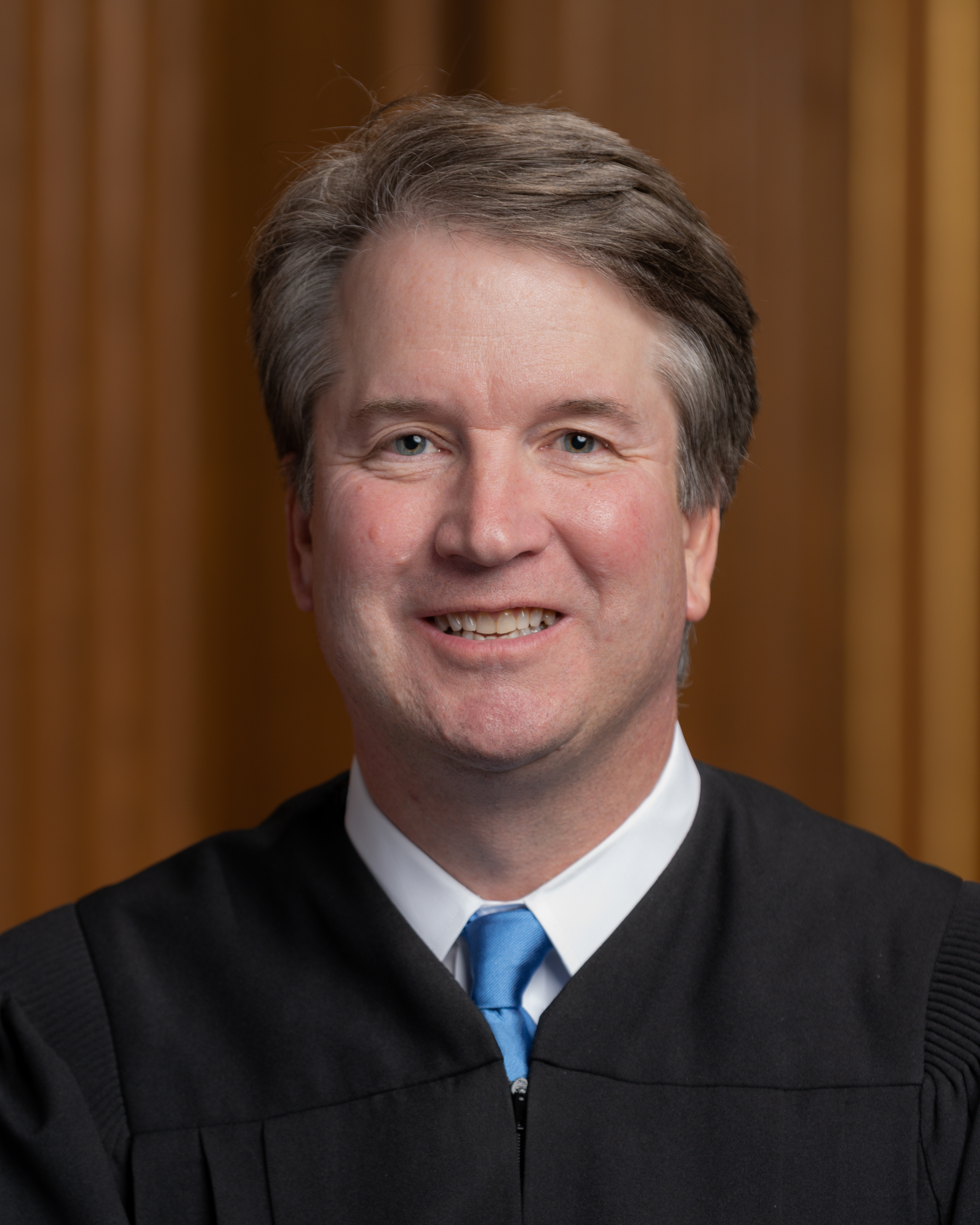
برت کاوانا
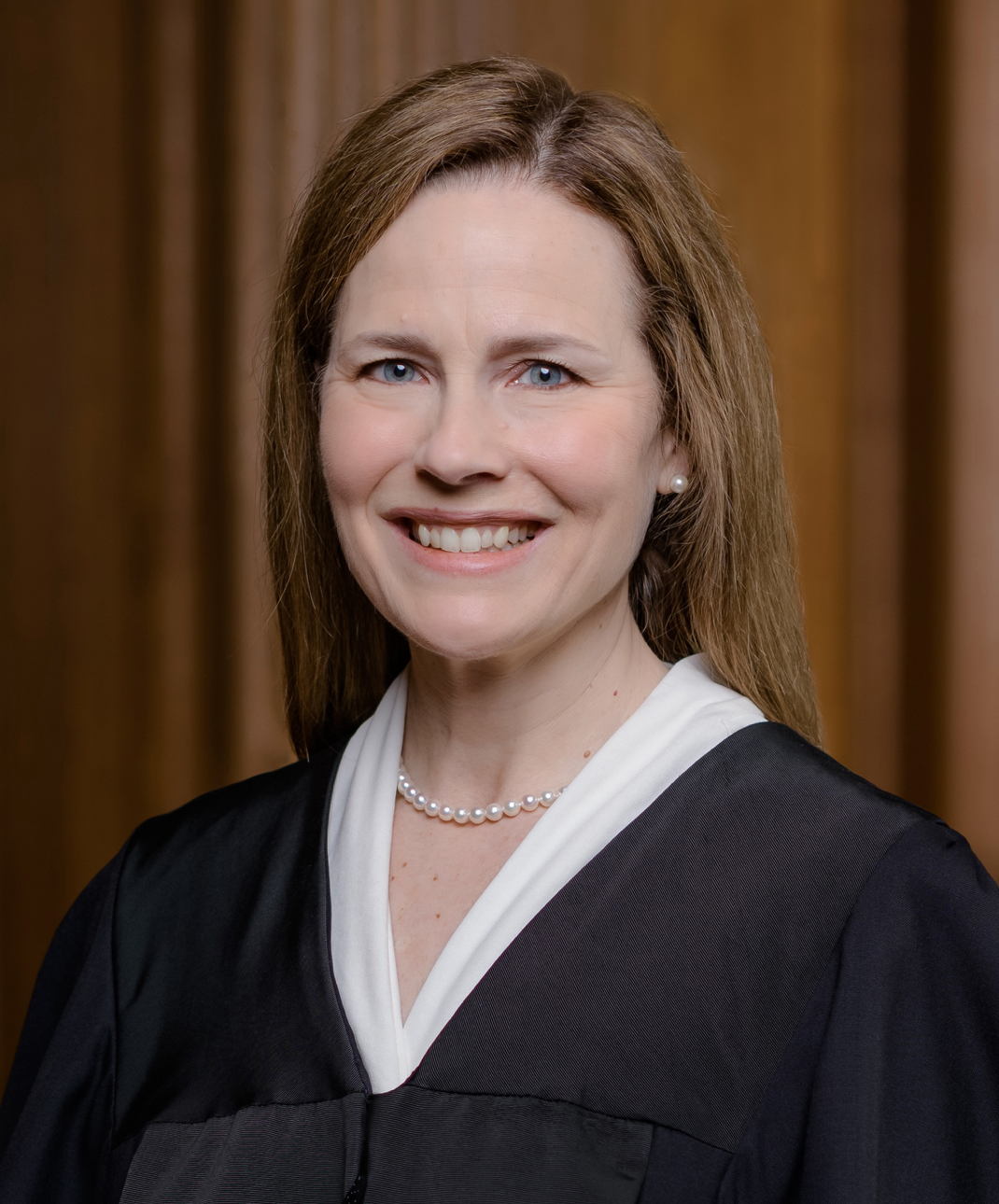
اِیمی کُنی بَرِت
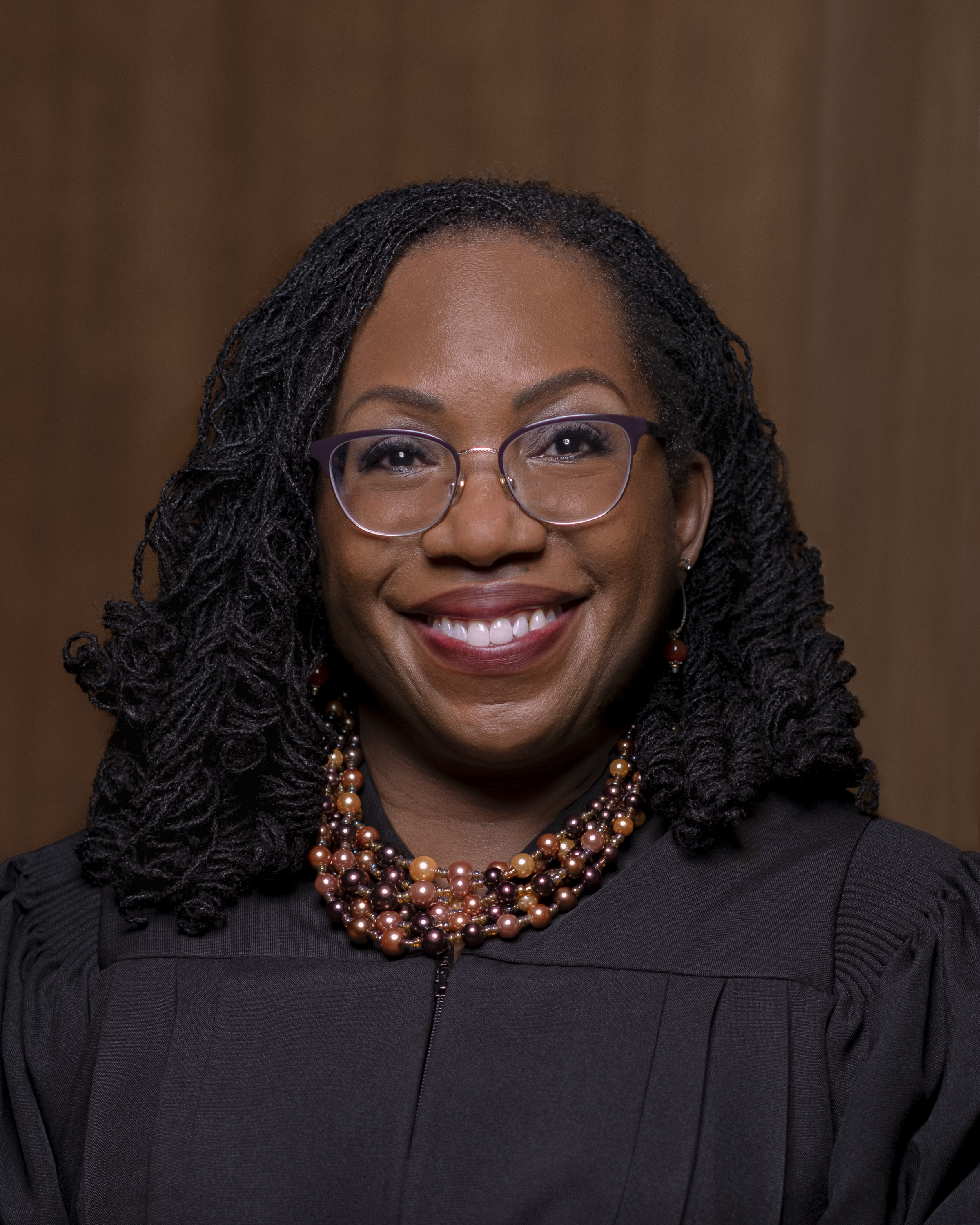
کتانجی براون جکسن

## تاریخچه
علت انتخاب ۹ عضو برای دیوان عالی ریشه در سنت دارد و مستند به اصول قانون اساسی نیست. قانون اساسی سال ۱۷۸۹ هیچ اشاره‌ای به تعداد اعضاء دیوان عالی فدرال نداشته‌است. بر اساس عرف، تعداد قضات دیوان عالی فدرال همواره بین ۸ تا ۱۰ نفر بوده‌است. در سال ۱۸۶۶ اندرو جانسون از انتخاب ۲ پست خالی در دیوان عالی سرباز زد و به همین دلیل کنگره، تعداد اعضاء دیوان را به ۸ قاضی کاهش داد. اما جانشین وی، گرانت با انتخاب یک قاضی دیگر موافقت کرد و از آن زمان به بعد تعداد قضات دیوان عالی ۹ نفر بوده‌است.

## نظارت بر حسن اجرای قانون اساسی

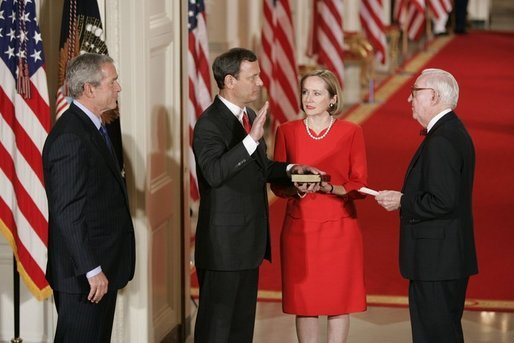
جان ج. رابرتس در حضور جرج بوش به عنوان هفدهمین قاضی ارشد دادگاه عالی قسم یاد می‌کند.

دیوان عالی فدرال بر اساس قانون اساسی افزون‌بر وظیفهٔ داوری میان دادگاه‌های مختلف و صدور احکام نهایی، مسئولیت نظارت بر حسن اجرای قانون اساسی را نیز بر عهده دارد. این دیوان می‌تواند قوانین مغایر با قانون اساسی را باطل اعلام نماید.
در طول ۲۰۰ سال گذشته از سال ۱۷۹۰ تا ۱۹۹۰، ۱۳۲ قانون تصویب شده توسط کنگرهٔ ایالات متحدهٔ آمریکا و ۱۱۲۷ قانون تصویب شده توسط مجالس قانونگذاری ایالتی از سوی دیوان عالی فدرال مغایر قانون اساسی شناخته و رد شده‌است. کمترین موارد رد مصوبات از دیوان عالی فدرال مربوط به دههٔ ۹۹–۱۷۹۰ است که هیچ قانونی مغایر با قانون اساسی تشخیص داده نشد. اما در دههٔ ۷۹–۱۹۷۰، مردم آمریکا با بالاترین میزان مخالفت دیوان عالی با مصوبات کنگره و مجالس ایالتی مواجه بودند. در این دهه، ۲۰ مصوبهٔ کنگرهٔ ایالات متحده و ۱۸۱ مصوبهٔ مجالس قانونگذاری ایالت‌ها مغایر با قانون اساسی شناخته شد. این تصمیمات دیوان در خصوص مغایرت با قانون اساسی قطعی و غیرقابل تغییر است.